# Cuyamecalco Villa de Zaragoza
Cuyamecalco Villa de Zaragoza är en kommun i Mexiko.   Den ligger i delstaten Oaxaca, i den sydöstra delen av landet, 290 km sydost om huvudstaden Mexico City.
Följande samhällen finns i Cuyamecalco Villa de Zaragoza:
- Colonia Reforma
- La Ciénega
- Joya Durazno
- La Orilla
- Texún
- Loma del Viento